# Stiftelsen Biblicum
Biblicum är en stiftelse som ägnar sig åt teologisk forskning. Stiftelsen bildades 8 oktober 1968 av sju personer på initiativ av domprosten Gustaf Adolf Danell och teol.dr. David Hedegård. Teologiskt företräder man en konfessionell lutherdom, och står nära Lutherska bekännelsekyrkan.
Under sina första tre decennier var stiftelsens verksamhet lokaliserad till en villafastighet på Södra Rudbecksgatan i stadsdelen Kåbo i Uppsala. Fastigheten såldes i slutet av 1990-talet, när verksamheten flyttades till Ljungby.
Stiftelsen Biblicum har varit bidragande vid framtagandet av den svenskspråkiga bibelöversättningen Svenska Folkbibeln.
En kritisk analys av stiftelsens bibelsyn har framförts av Sten Hidal i "Bibeltro och bibelkritik".  Det är framför allt förhållandet till den historisk-kritiska bibelforskningen som är föremål för kritik. Enligt Hidal företräder Biblicum en fundamentalistisk bibelsyn som i detta fall visar sig i att Biblicum ser på bibeln som helhet som ofelbar i alla stycken och inspirerad av Gud. Biblicum syn på bibeln som en helhet sammanfattar Hidal i orden om att om en bit faller, så faller allt. Därför måste allt försvaras. Särskilt var det av biskoparna i Svenska kyrkan accepterade dokumentet "Bibelsyn och bibelbruk" från 1970 något som gav upphov till många kritiska kommenatarer av stiftelsen. Biblicum framförde också kritik mot den officiella bibelöversättnigen, Bibel 2000.